# هیروشی آکوتاگاوا
هیروشی آکوتاگاوا (انگلیسی: Hiroshi Akutagawa; ۳۰ مارس ۱۹۲۰ – ۲۸ اکتبر ۱۹۸۱) بازیگر، کارگردان فیلم اهل ژاپن بود.
از فیلم‌ها یا برنامه‌های تلویزیونی که وی در آن نقش داشته‌است می‌توان به تورا! تورا! تورا!، ریکشا ران اشاره کرد.